# Limodorum
Genre
Classification phylogénétique
Limodorum est un genre d'orchidées terrestres.

## Étymologie
Limodorum dérive du nom grec de la plante Leimodoron employé par Théophraste, il viendrait du grec λειμών (leimon) = « pâturage » et δώρον (Doron) = « don ».

## Description
Plantes sans chlorophylle et sans feuilles ne pratiquant pas la photosynthèse, mais vivant en symbiose avec des champignons.

## Liste des espèces[2]et répartition géographique
- Limodorum abortivum (L.) Sw. 1799 ou Limodore à feuilles avortées (du bassin méditerranéen jusqu'au Caucase). 
  - Limodorum abortivum var. abortivum.
  - Limodorum abortivum var. gracile (B.Willing & E.Willing) Kreutz 2004 (Grèce).
  - Limodorum abortivum var. rubrum H.Sund. ex Kreutz 1997 (Turquie à Chypre).
- Limodorum rubriflorum Bartolo & Pulv. 1999 (Turquie).
- Limodorum trabutianum Batt. 1886 ou Limodore de Trabut (de la Péninsule Ibérique à l'ouest, de l'Italie ainsi que le nord-ouest de l'Afrique).

## Galerie

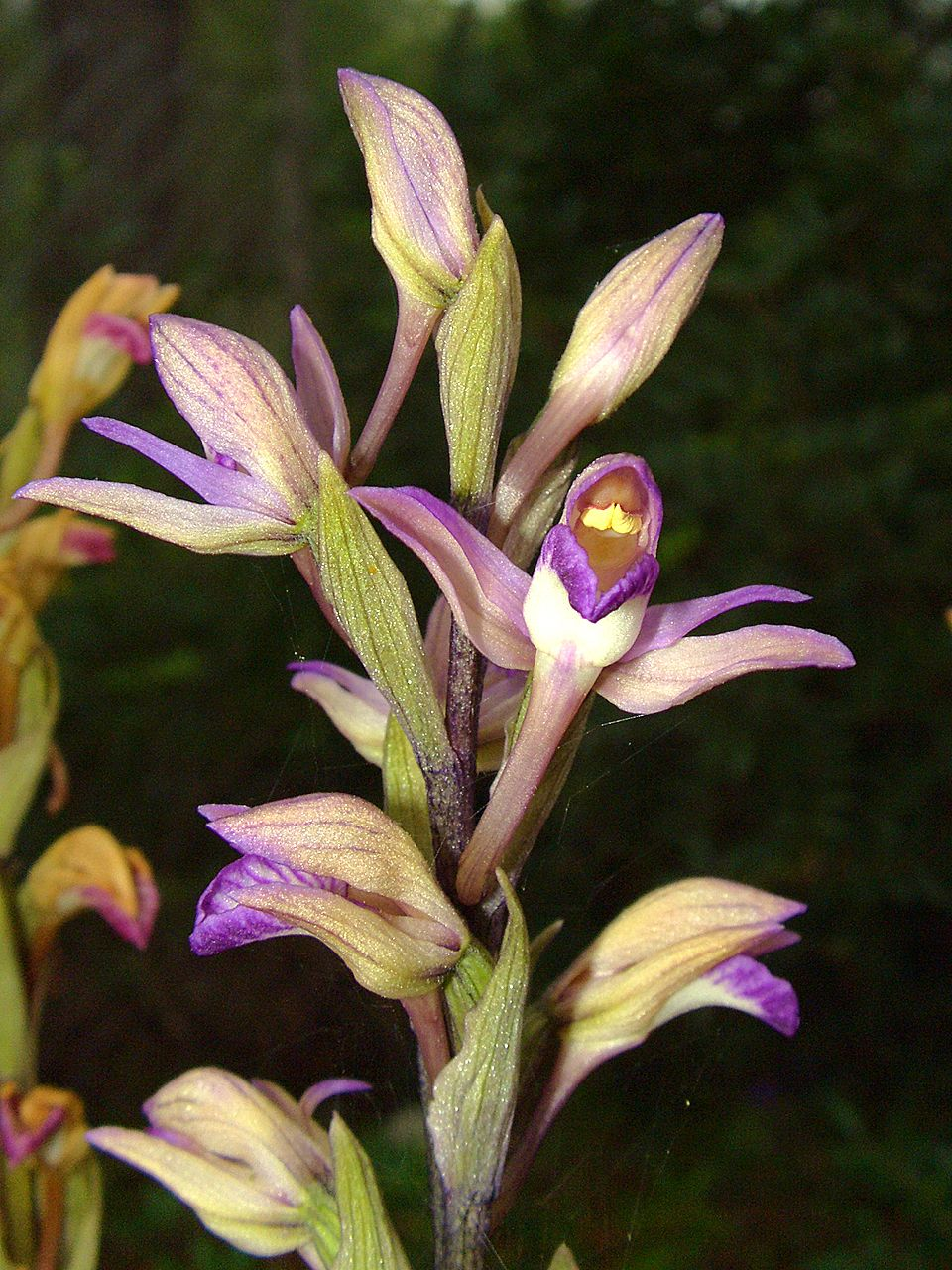
Limodorum abortivum
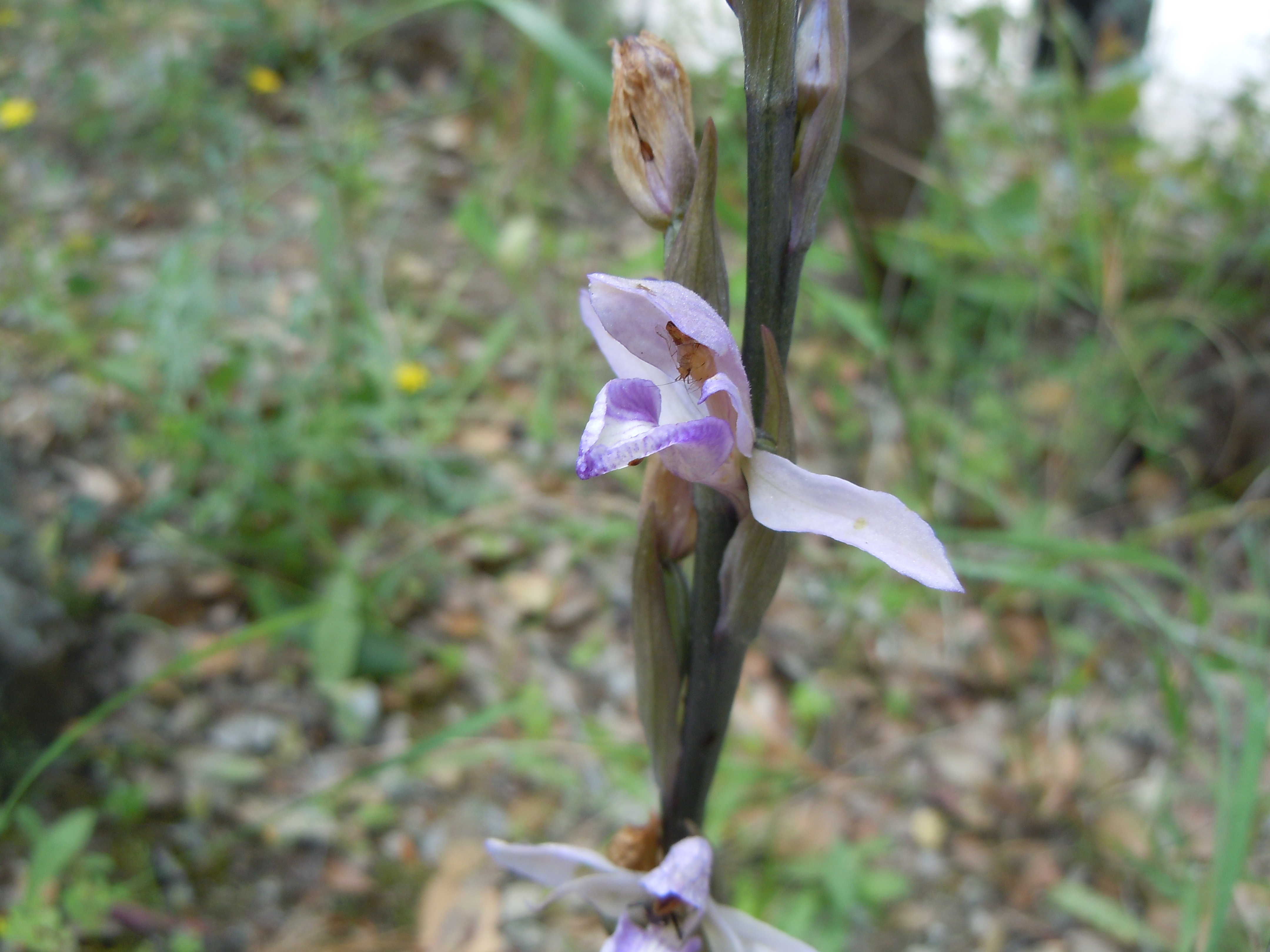
Détail d'une fleur de Limodorum abortivum
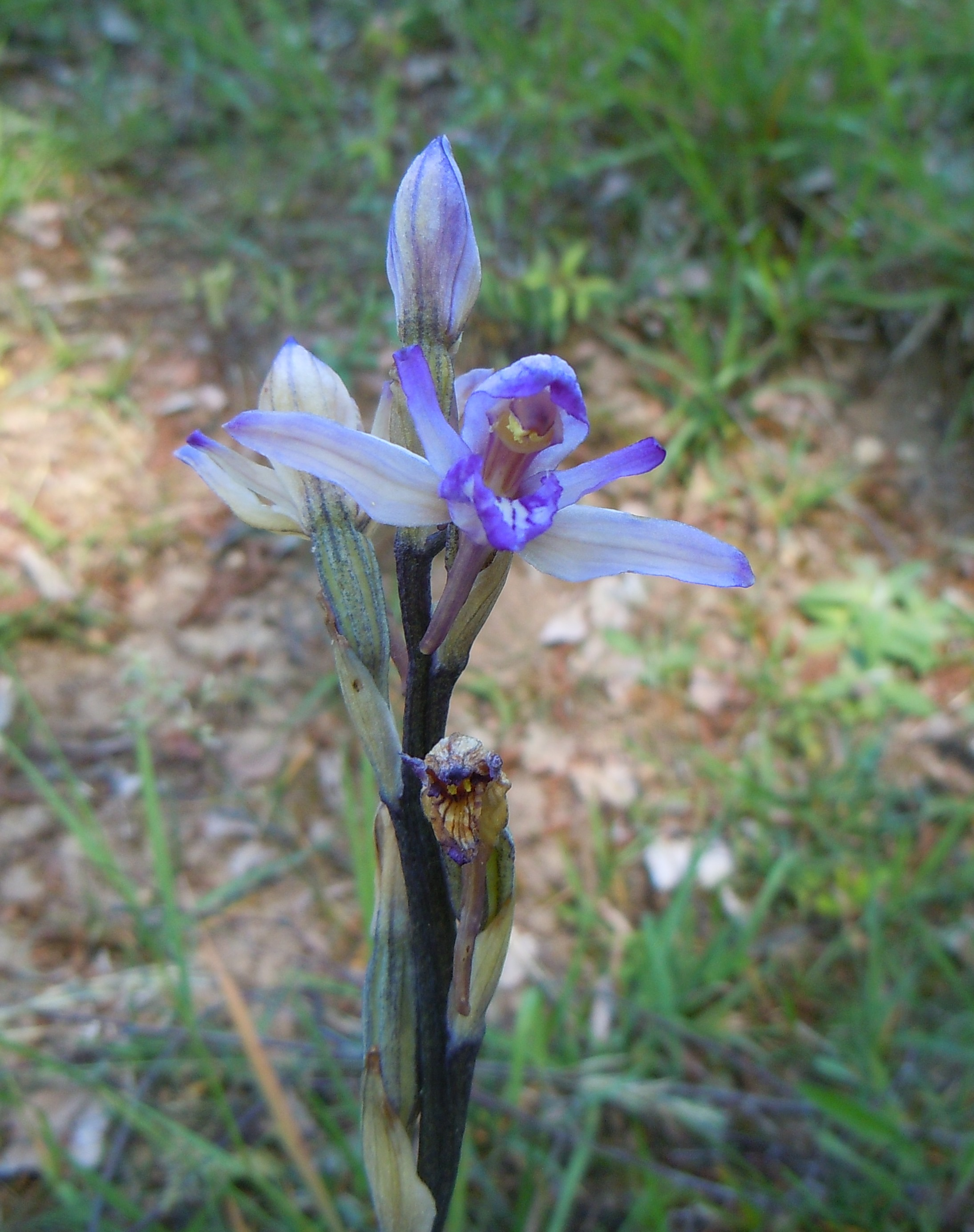
En floraison en juin dans le Vexin
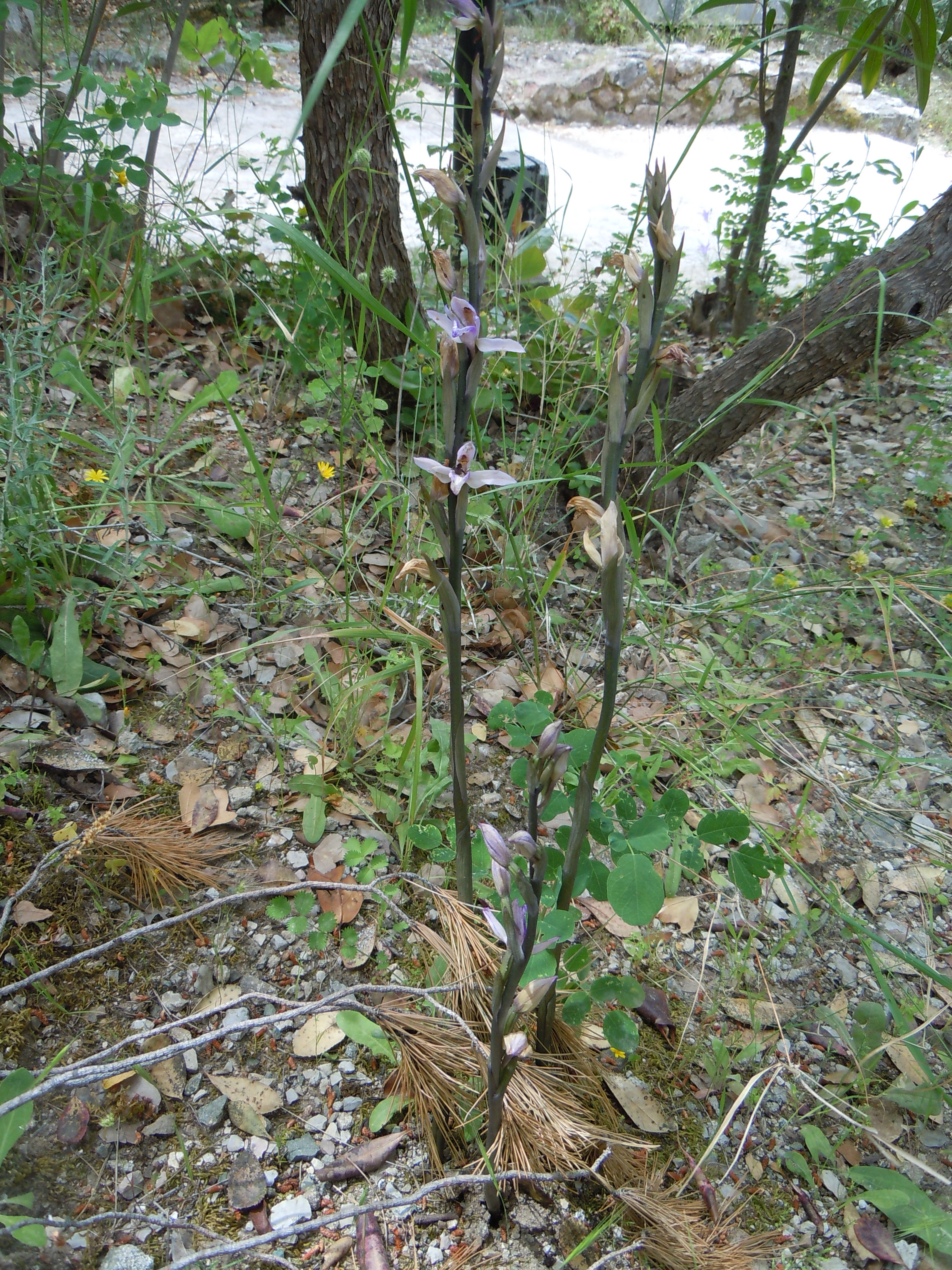
Limodorum abortivum dans une pinède en Grèce